# Coprates Chasma
Il Coprates Chasma è una valle marziana di dimensioni notevoli, lunga 966 km, situata nel quadrangolo di Coprates, a 13.4° di latutudine sud e 61.4° di longitudine ovest, all'interno della regione delle Valles Marineris.

## Caratteristiche
È posizionato ad est di Ius Chasma e Tithonium Chasma, con i quali condivide una struttura geologica estremamente simile. Una delle principali differenze è la presenza, nella parte orientale del letto del Coprates Chasma, di depositi alluvionali e di materiale trasportato dal vento, e di stratificazioni molto accentuate nelle rocce.
Probabilmente le rocce stratificate sono più antiche dello stesso sistema delle Valles Marineris; i dati raccolti dalla sonda spaziale statunitense Mars Global Surveyor suggeriscono che la stratificazione sia dovuta ad una sequela di smottamenti successivi del terreno. È stato inoltre rilevato come gli strati più antichi abbiano dimensioni maggiori rispetto a quelli più recenti: questo avalla l'ipotesi che diversi meccanismi concorrano alla formazione di nuovi strati.
Potrebbe in verità anche trattarsi di un antico letto lacustre, con abbondanza di materiale sedimentario, che appare complesso solo perché non sono ancora disponibili sufficienti informazioni sull'altimetria della regione. Questo lago avrebbe avuto una profondità media di 842 m, decisamente inferiore ai 5–10 km delle Valles Marineris. Il suo volume di circa 110.000 metri cubi sarebbe paragonabile a quello dei terrestri Mar Caspio e Mar Nero.

## Gallery

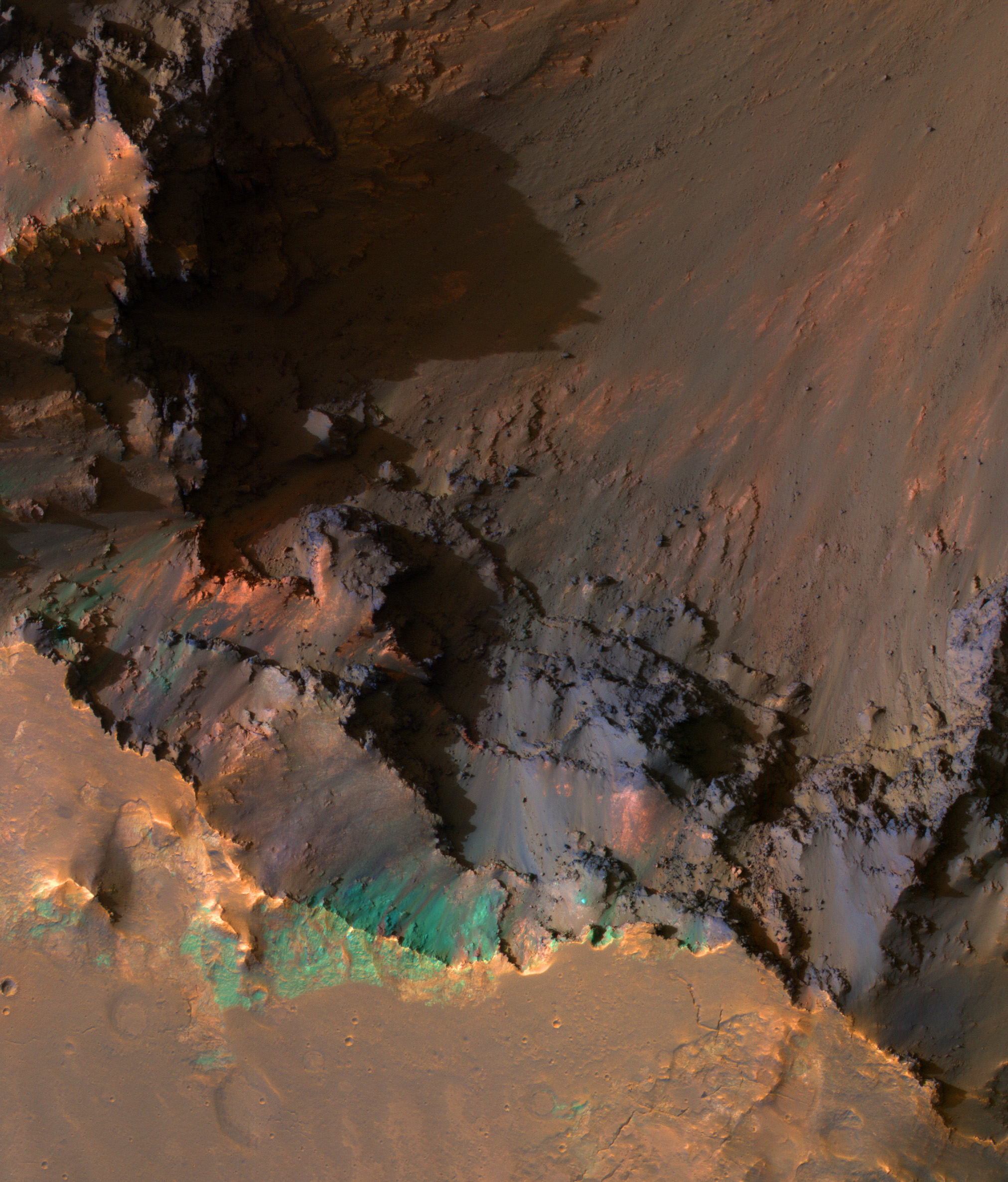
Bordo meridionale del Coprates Chasma, con larghezza di circa un chilometro. I colori all'IR sono stati intensificati per mostrare la cima della parte sud della valle, con vista verso le ripide pareti interne.
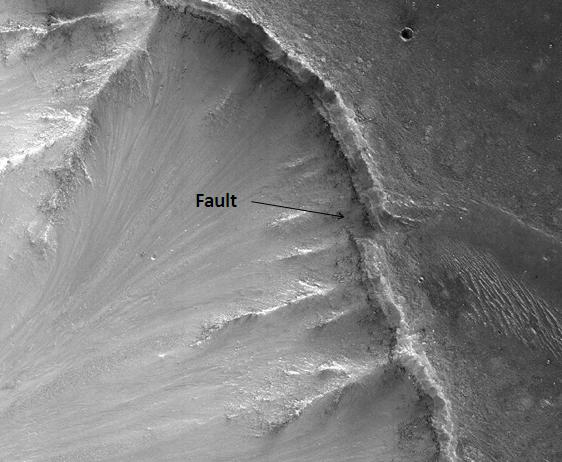
Faglia ripresa da HiRISE. L'origine potrebbe essere vulcanica, lacustre o legata a depositi eolici o erosivi depositati all'interno delle Valles Marineris.
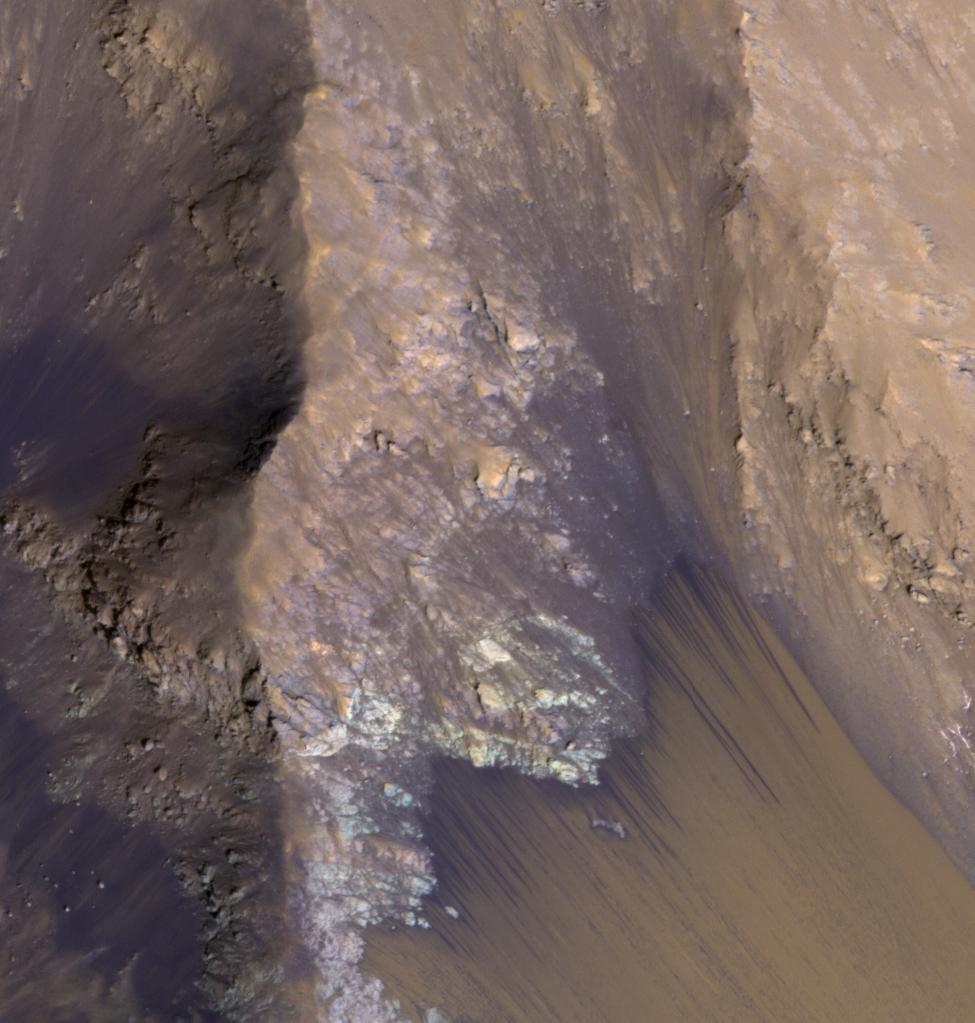
Evidenze di flussi stagionali nel Coprates Chasma.